# Los Angeles Police Department

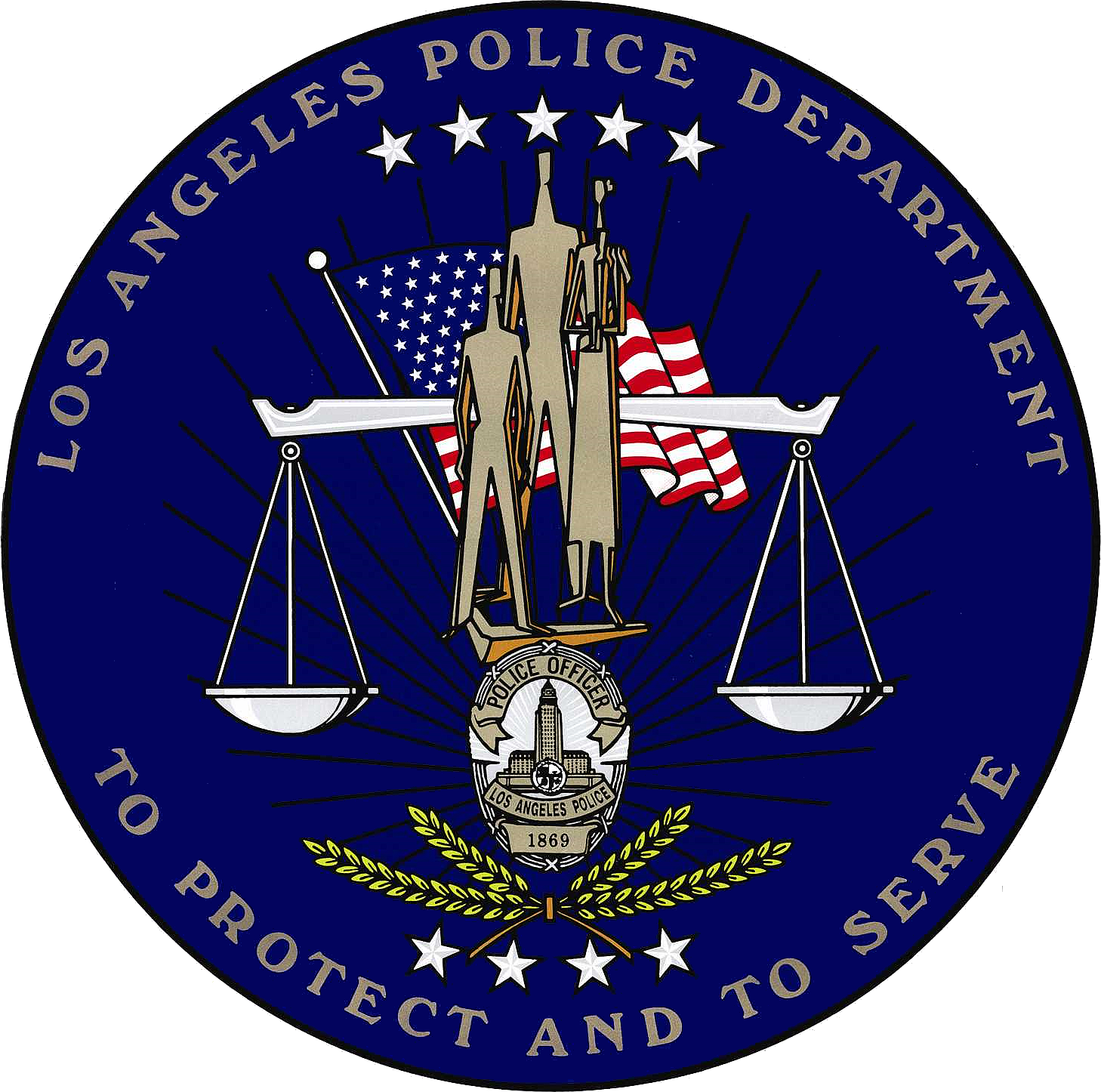
Sigill.

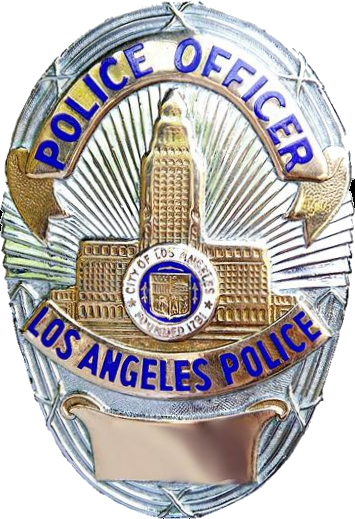
Polisbricka.

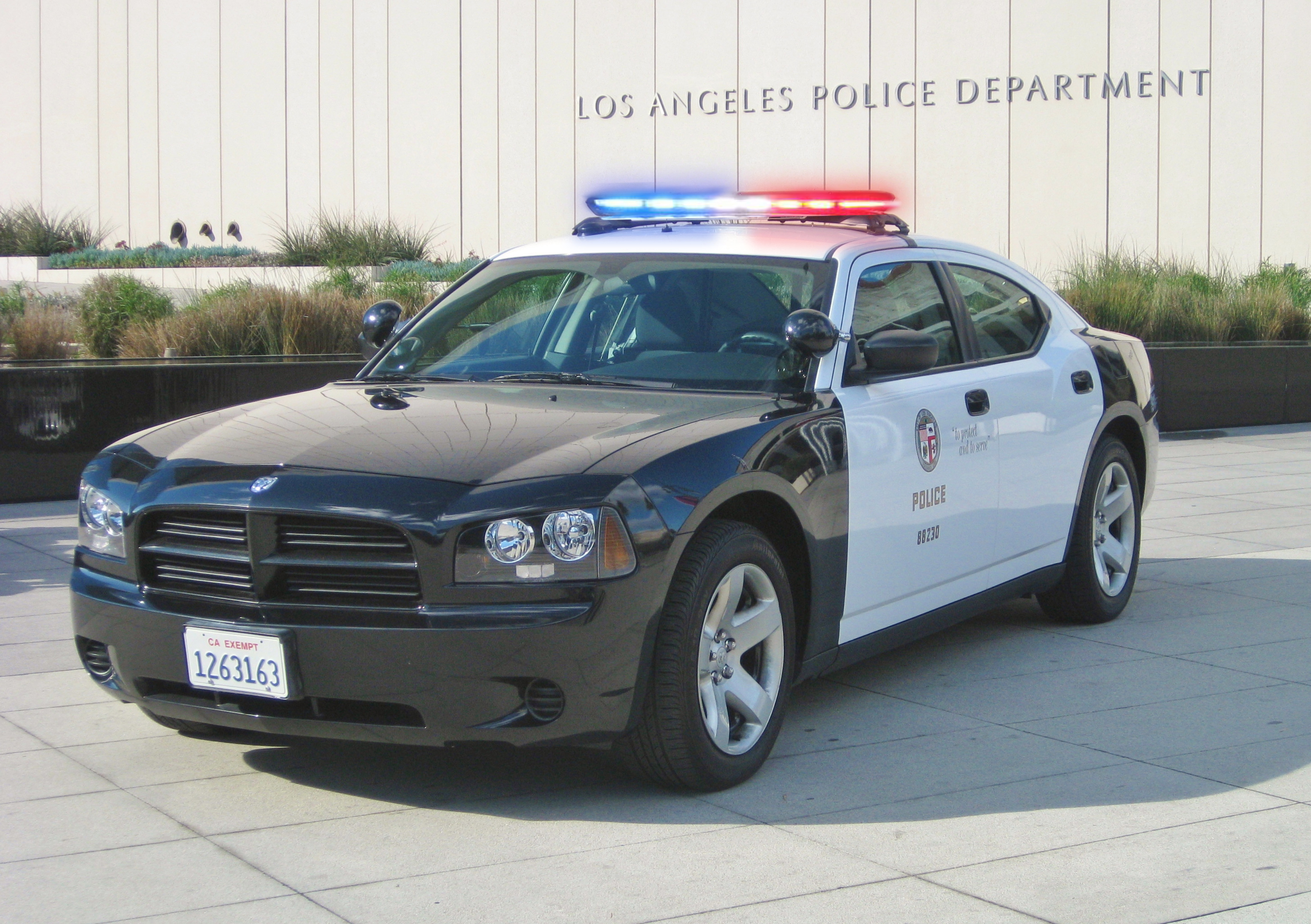
Polisbil för LAPD (Dodge Charger).

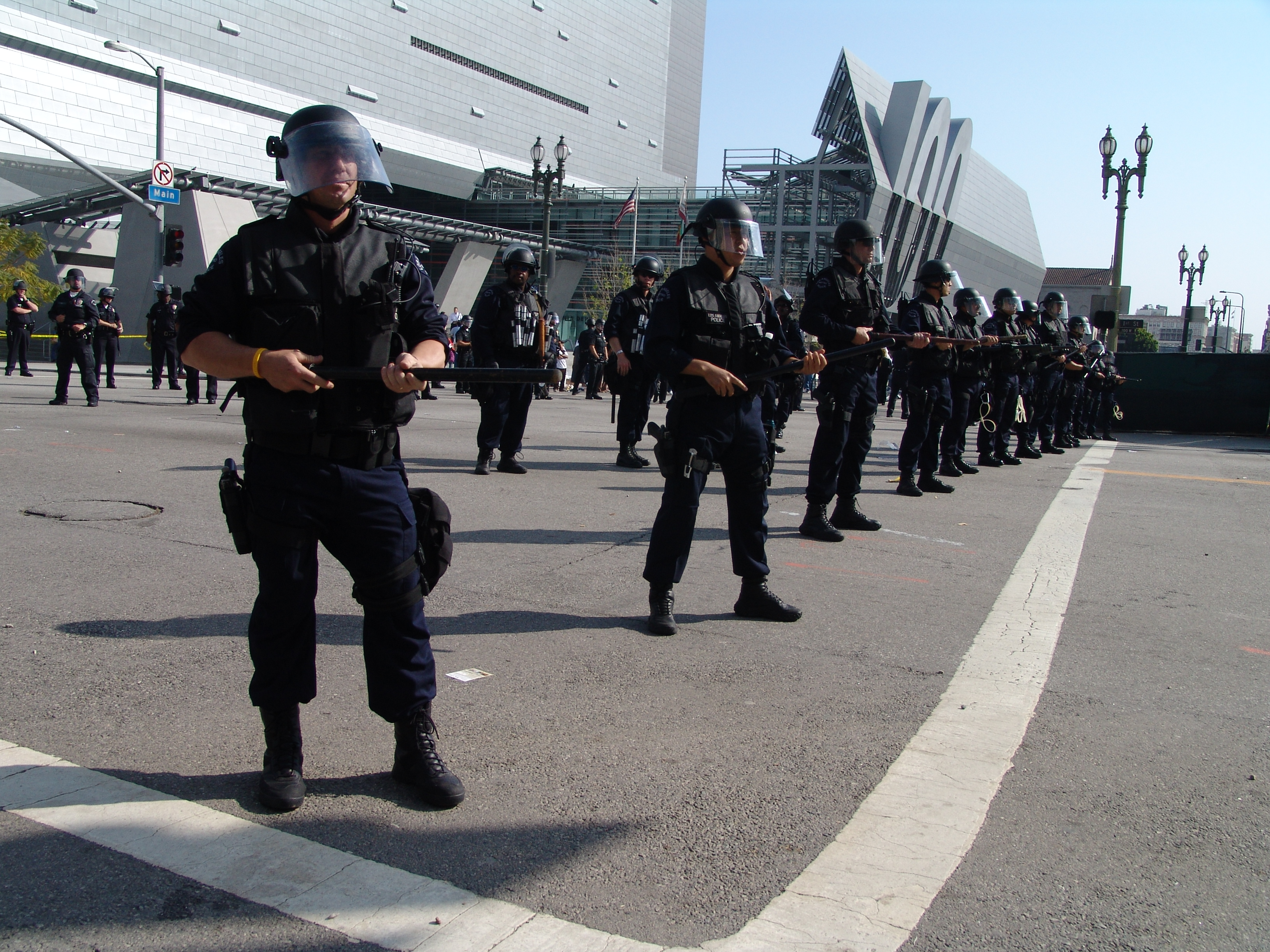
Kravallpolis i Los Angeles.

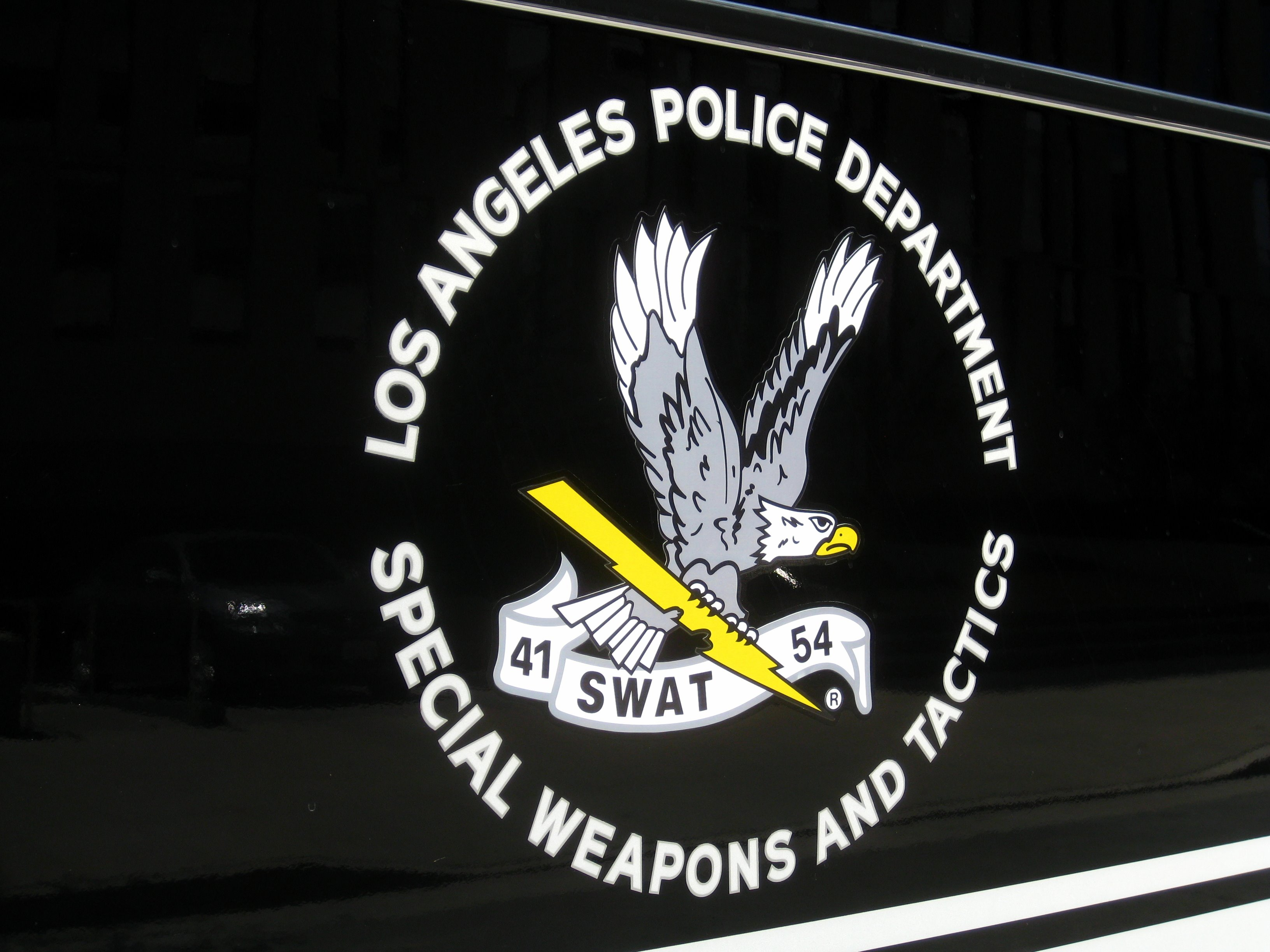
Emblem för LAPD:s SWAT.

Los Angeles Police Department (förkortning: LAPD) är en lokal polismyndighet med ansvar för allmän ordning och säkerhet i staden Los Angeles i Kalifornien. 
Förutom LAPD finns också Los Angeles County Sheriff's Department (countypolis och sheriffmyndighet), California Highway Patrol (delstatlig trafikpolis) med överlappande jurisdiktion i Los Angeles.
LAPD är med sina 9 500 poliser och 3 000 civilanställda den tredje största lokala polismyndigheten i USA (sett till antalet anställda), efter New Yorks (NYPD) och Chicagos (CPD) polisstyrkor.

## Historia
Ursprungligen var Los Angeles-polisen en sammanslutning av frivilliga som kallade sig Los Angeles Rangers. Styrkan grundades 1853. Ett par år senare tog Los Angeles City Guards över, också det en frivilligkår. Den första avlönade poliskåren grundades 1869, då sex polismän tjänstgjorde under City Marshal William C. Warren. En City Marshal fungerade som polischef, men eftersom Los Angeles endast hade 5 600 invånare på den tiden ingick även uppgifter som skatteuppbörd och att fånga in herrelösa hundar.
1910 blev Alice Wells den första kvinnliga poliskonstapel med fullständiga polisiära befogenheter inom såväl Los Angeles poliskår som i hela USA.

## Tjänstegrader
| Grad                   | Typbefattning                                                    | Antal tjänster | Lön/år 2007         |
| ---------------------- | ---------------------------------------------------------------- | -------------- | ------------------- |
| Police Officer I       | Polisaspirant                                                    | ..             | USD 54,476          |
| Police Officer II      | Polisman efter 18 månader som Police Officer I                   | 4 734          | USD 58,852          |
| Police Officer III     | Polisman efter 36 månader som Police Officer II                  | 2 320          | USD 62,120-81,599   |
| Police Detective I     | Utredare                                                         | 637            | USD 77,172-90,870   |
| Police Sergeant I      | Yttre befäl                                                      | 739            | USD 86,088-95,964   |
| Police Detective II    | Utredare/arbetsledare                                            | 713            | USD 86,088-95,964   |
| Police Sergeant II     | Biträdande stationsbefäl                                         | 465            | USD 90,870-101,310  |
| Police Detective III   | Utredare/gruppchef                                               | 343            | USD 95,964-106,947  |
| Police Lieutenant I    | Stationsbefäl                                                    | 92             | USD 101,310-112,877 |
| Police Lieutenant II   | Stationsbefäl Biträdande vakthavande befäl                       | 169            | USD 106,94-119,141  |
| Police Captain I       | Vakthavande befäl                                                | 18             | USD 119,100-140,084 |
| Police Captain II      | Avdelningschef                                                   | 17             | USD 125,718-147,935 |
| Police Captain III     | Chef för ett polismästarområde                                   | 34             | USD 132,776-156,245 |
| Police Commander       | Biträdande chef för ett polisområde                              | 17             | USD 147,935-174,097 |
| Police Deputy Chief I  | Chef för ett polisområde                                         | 8              | USD 161,110-200,218 |
| Police Deputy Chief II | Funktionell chef i polisledningen Biträdande polismyndighetschef | 3              | USD 189,173-235,067 |
| Chief of Police        | Polismyndighetschef                                              | 1              | USD 256,156         |

Källa: